# 250 лучших фильмов по версии IMDb
250 лучших фильмов по версии IMDb (англ. IMDb Top 250) — список лучших художественных фильмов мира, который формируется на основе оценок, выставляемых картинам зарегистрированными посетителями сайта IMDb. Помимо основного всеобщего списка, на IMDb составляются отдельные рейтинги по жанрам, по десятилетиям, и по возрасту и полу голосовавших. Существует также рейтинг «100 худших фильмов по версии IMDb», а также рейтинг «250 лучших сериалов по версии IMDb».

## Формула подсчёта
Расчёт рейтинга фильмов производится на основе подлинной байесовой оценки по следующей формуле:
{\displaystyle W={RV+CM \over V+M}\ }
где:
W — окончательный рейтинг;
V — число голосов, отданных за фильм;
M — минимальное количество голосов для включения в рейтинг; M = 25 000;
R — средняя оценка фильма (по десятибалльной шкале);
C — средняя оценка среди всех фильмов.
При этом учитываются только голоса зарегистрированных посетителей сайта IMDb, которые голосуют постоянно.

## Состояние на 3 августа 2025 года
| Место | Название фильма                                                | Год  | Страна(-ы)                             | Режиссёр                                        | Жанры по версии IMDb |
| ----- | -------------------------------------------------------------- | ---- | -------------------------------------- | ----------------------------------------------- | --- |
| 1     | Побег из Шоушенка                                              | 1994 | США                                    | Фрэнк Дарабонт                                  | эпический фильм, историческая драма, тюремная драма, драма |
| 2     | Крёстный отец                                                  | 1972 | США                                    | Фрэнсис Форд Коппола                            | эпический фильм, гангстерский фильм, фильм-трагедия, детектив, драма |
| 3     | Тёмный рыцарь                                                  | 2008 | США Великобритания                     | Кристофер Нолан                                 | эпический боевик, эпический фильм, супергеройский фильм, боевик, детектив, драма, триллер |
| 4     | Крёстный отец 2                                                | 1974 | США                                    | Фрэнсис Форд Коппола                            | эпический фильм, гангстерский фильм, фильм-трагедия, детектив, драма |
| 5     | 12 разгневанных мужчин                                         | 1957 | США                                    | Сидни Люмет                                     | юридическая драма, психологическая драма, детектив, драма |
| 6     | Властелин колец: Возвращение короля                            | 2003 | Новая Зеландия США Германия            | Питер Джексон                                   | приключенческая киноэпопея, эпический фильм, фэнтезийная киноэпопея, горное приключение, фильм про поиск, «меч и колдовство», фильм-трагедия, приключение, драма, фэнтезийный фильм                                 |
| 7     | Список Шиндлера                                                | 1993 | США                                    | Стивен Спилберг                                 | докудрама, эпический фильм, историческая киноэпопея, историческая драма, тюремная драма, байопик, драма, исторический фильм                                                                                         |
| 8     | Криминальное чтиво                                             | 1994 | США                                    | Квентин Тарантино                               | чёрная комедия, фильм о наркопреступлении, гангстерский фильм, детектив, драма |
| 9     | Властелин колец: Братство Кольца                               | 2001 | Новая Зеландия США                     | Питер Джексон                                   | приключенческая киноэпопея, эпический фильм, фэнтезийная киноэпопея, фильм про поиск, «меч и колдовство», приключение, драма, фэнтезийный фильм                                                                     |
| 10    | Хороший, плохой, злой                                          | 1966 | Италия Испания ФРГ США                 | Серджо Леоне                                    | приключенческая киноэпопея, фильм о приключениях в пустыне, эпический фильм, историческая драма, фильм про поиск, спагетти-вестерн, вестерн-киноэпопея, приключение, драма, вестерн                                 |
| 11    | Форрест Гамп                                                   | 1994 | США                                    | Роберт Земекис                                  | эпический фильм, драма, романтический фильм |
| 12    | Властелин колец: Две крепости                                  | 2002 | Новая Зеландия США Германия            | Питер Джексон                                   | приключенческая киноэпопея, тёмное фэнтези, эпический фильм, фэнтезийная киноэпопея, фильм про поиск, «меч и колдовство», приключение, драма, фэнтезийный фильм                                                     |
| 13    | Бойцовский клуб                                                | 1999 | США Германия                           | Дэвид Финчер                                    | психологическая драма, драма на рабочем месте, драма |
| 14    | Начало                                                         | 2010 | США Великобритания                     | Кристофер Нолан                                 | эпический боевик, приключенческая киноэпопея, психологический триллер, научно-фантастическая киноэпопея, боевик, приключение, научная фантастика, триллер                                                           |
| 15    | Звёздные войны. Эпизод V: Империя наносит ответный удар        | 1980 | США                                    | Ирвин Кершнер                                   | эпический боевик, приключенческая киноэпопея, тёмное фэнтези, фэнтезийная киноэпопея, фильм про поиск, научно-фантастическая киноэпопея, фантастический фильм о космосе, «меч и колдовство», боевик, приключение    |
| 16    | Матрица                                                        | 1999 | США Австралия                          | Энди и Ларри Вачовски                           | эпический боевик, фильм об искусственном интеллекте, киберпанк, антиутопия, ган-фу, фильм о боевых искусствах, научно-фантастическая киноэпопея, боевик, научная фантастика                                         |
| 17    | Славные парни                                                  | 1990 | США                                    | Мартин Скорсезе                                 | докудрама, гангстерский фильм, тру-крайм, байопик, детектив, драма |
| 18    | Интерстеллар                                                   | 2014 | США Великобритания                     | Кристофер Нолан                                 | приключенческая киноэпопея, эпический фильм, фильм про поиск, научно-фантастическая киноэпопея, фантастический фильм о космосе, приключение, драма, научная фантастика                                              |
| 19    | Пролетая над гнездом кукушки                                   | 1975 | США                                    | Милош Форман                                    | медицинская драма, психологическая драма, драма |
| 20    | Семь                                                           | 1995 | США                                    | Дэвид Финчер                                    | полицейская драма, крутой детектив, юридическая драма, полицейский процедурал, психологический триллер, фильм о серийном убийце, детектив, драма, фильм-тайна, триллер                                              |
| 21    | Эта замечательная жизнь                                        | 1946 | США                                    | Фрэнк Капра                                     | оптимистичный романтический фильм, семейный фильм о празднике, романтический фильм о празднике, психологическая драма, драма, семейный фильм, фэнтезийный фильм, фильм о празднике, романтический фильм             |
| 22    | Молчание ягнят                                                 | 1991 | США                                    | Джонатан Демми                                  | полицейский процедурал, психологическая драма, психологический триллер, фильм о серийном убийце, детектив, драма, триллер                                                                                           |
| 23    | Семь самураев                                                  | 1954 | Япония                                 | Акира Куросава                                  | эпический боевик, эпический фильм, историческая драма, драма |
| 24    | Спасти рядового Райана                                         | 1998 | США                                    | Стивен Спилберг                                 | эпический фильм, историческая драма, киноэпопея о войне, драма, военный фильм |
| 25    | Зелёная миля                                                   | 1999 | США                                    | Фрэнк Дарабонт                                  | историческая драма, тюремная драма, мистический фильм, фильм-трагедия, детектив, драма, фэнтезийный фильм, фильм-тайна                                                                                              |
| 26    | Город Бога                                                     | 2002 | Бразилия Франция Германия США          | Фернанду Мейреллиш                              | капер-фильм, фильм про взросление, гангстерский фильм, детектив, драма |
| 27    | Жизнь прекрасна                                                | 1997 | Италия                                 | Роберто Бениньи                                 | историческая драма, фильм-трагедия, романтическая драма, кинокомедия, драма, романтический фильм, военный фильм |
| 28    | Терминатор 2: Судный день                                      | 1991 | США                                    | Джеймс Кэмерон                                  | эпический боевик, фильм об искусственном интеллекте, киберпанк, антиутопия, научно-фантастическая киноэпопея, фильм о путешествиях во времени, боевик, приключение, научная фантастика                              |
| 29    | Звёздные войны. Эпизод IV: Новая надежда                       | 1977 | США                                    | Джордж Лукас                                    | эпический боевик, приключенческая киноэпопея, фэнтезийная киноэпопея, фильм про поиск, научно-фантастическая киноэпопея, фантастический фильм о космосе, «меч и колдовство», боевик, приключение, фэнтезийный фильм |
| 30    | Назад в будущее                                                | 1985 | США                                    | Роберт Земекис                                  | остросюжетная комедия, подростковый приключенческий фильм, подростковая комедия, фильм о путешествиях во времени, фильм о городском приключении, приключение, кинокомедия, научная фантастика                       |
| 31    | Унесённые призраками                                           | 2001 | Япония                                 | Хаяо Миядзаки                                   | аниме, фильм про взросление, фильм-сказка, рисованная анимация, фильм про поиск, мистический фильм, приключение, мультфильм, семейный фильм, фэнтезийный фильм                                                      |
| 32    | Пианист                                                        | 2002 | Франция Германия Великобритания Польша | Роман Полански                                  | докудрама, эпический фильм, историческая драма, фильм-трагедия, киноэпопея о войне, байопик, драма, музыкальный фильм, военный фильм                                                                                |
| 33    | Гладиатор                                                      | 2000 | США Великобритания                     | Ридли Скотт                                     | эпический боевик, приключенческая киноэпопея, эпический фильм, историческая драма, пеплум, боевик, приключение, драма                                                                                               |
| 34    | Паразиты                                                       | 2019 | Республика Корея                       | Пон Чжун Хо                                     | чёрная комедия, K-drama, психологический триллер, фильм-трагедия, драма, триллер |
| 35    | Психо                                                          | 1960 | США                                    | Альфред Хичкок                                  | психологический хоррор, психологический триллер, слэшер, мистический триллер, хоррор, фильм-тайна, триллер |
| 36    | Король Лев                                                     | 1994 | США                                    | Роджер Аллерс, Роб Минкофф                      | фильм о приключениях животных, фильм про взросление, рисованная анимация, фильм о приключениях в джунглях, приключение, мультфильм, драма, семейный фильм, фэнтезийный фильм, мюзикл                                |
| 37    | Могила светлячков                                              | 1988 | Япония                                 | Исао Такахата                                   | взрослая анимация, аниме, рисованная анимация, историческая драма, мультфильм, драма, военный фильм |
| 38    | Отступники                                                     | 2006 | США Гонконг                            | Мартин Скорсезе                                 | полицейская драма, эпический фильм, гангстерский фильм, детектив, драма, триллер |
| 39    | Одержимость                                                    | 2014 | США                                    | Дамьен Шазель                                   | психологическая драма, драма, музыкальный фильм |
| 40    | Харакири                                                       | 1962 | Япония                                 | Масаки Кобаяси                                  | историческая драма, драма, фильм-тайна |
| 41    | Престиж                                                        | 2006 | Великобритания США                     | Кристофер Нолан                                 | историческая драма, стимпанк, фильм-трагедия, драма, фильм-тайна, научная фантастика, триллер |
| 42    | Американская история Икс                                       | 1998 | США                                    | Тони Кэй                                        | тюремная драма, фильм-трагедия, детектив, драма |
| 43    | Леон                                                           | 1994 | Франция США                            | Люк Бессон                                      | гангстерский фильм, фильм о воине-одиночке, боевик, детектив, драма, триллер |
| 44    | Человек-паук: Паутина вселенных                                | 2023 | США                                    | Жуакин Душ Сантуш, Кэмп Пауэрс, Джастин Томпсон | компьютерная анимация, супергеройский фильм, мистический фильм, подростковый приключенческий фильм, фильм о городском приключении, боевик, приключение, мультфильм, семейный фильм, фэнтезийный фильм               |
| 45    | Касабланка                                                     | 1942 | США                                    | Майкл Кёртиц                                    | драма, романтический фильм, военный фильм |
| 46    | Новый кинотеатр «Парадизо»                                     | 1988 | Италия Франция                         | Джузеппе Торнаторе                              | фильм про взросление, драма, романтический фильм |
| 47    | Подозрительные лица                                            | 1995 | США Германия                           | Брайан Сингер                                   | гангстерский фильм, фильм-ограбление, психологическая драма, психологический триллер, мистический триллер, фильм про расследование, детектив, драма, фильм-тайна, триллер                                           |
| 48    | 1+1                                                            | 2011 | Франция                                | Оливье Накаш, Эрик Толедано                     | докудрама, кинокомедия, драма |
| 49    | Чужой                                                          | 1979 | США Великобритания                     | Ридли Скотт                                     | киберпанк, фильм о монстрах, фантастический фильм о космосе, хоррор, научная фантастика |
| 50    | Новые времена                                                  | 1936 | США                                    | Чарли Чаплин                                    | буффонада, кинокомедия, драма, романтический фильм |
| 51    | Окно во двор                                                   | 1954 | США                                    | Альфред Хичкок                                  | мистический триллер, драма, фильм-тайна, триллер |
| 52    | Однажды на Диком Западе                                        | 1968 | Италия США                             | Серджо Леоне                                    | фильм о приключениях в пустыне, спагетти-вестерн, вестерн-киноэпопея, драма, вестерн |
| 53    | Джанго освобождённый                                           | 2012 | США                                    | Квентин Тарантино                               | чёрная комедия, эпический фильм, историческая драма, вестерн-киноэпопея, кинокомедия, драма, вестерн |
| 54    | Огни большого города                                           | 1931 | США                                    | Чарли Чаплин                                    | оптимистичный романтический фильм, романтическая комедия, буффонада, кинокомедия, драма, романтический фильм |
| 55    | Апокалипсис сегодня                                            | 1979 | США                                    | Фрэнсис Форд Коппола                            | приключенческая киноэпопея, эпический фильм, психологическая драма, фильм про поиск, киноэпопея о войне, драма, фильм-тайна, военный фильм                                                                          |
| 56    | ВАЛЛ-И                                                         | 2008 | США                                    | Эндрю Стэнтон                                   | приключенческая киноэпопея, фильм об искусственном интеллекте, компьютерная анимация, антиутопия, фантастический фильм о космосе, приключение, мультфильм, семейный фильм, научная фантастика                       |
| 57    | Помни                                                          | 2000 | США                                    | Кристофер Нолан                                 | психологический триллер, мистический триллер, фильм-тайна, триллер |
| 58    | Дюна: Часть вторая                                             | 2024 | США                                    | Дени Вильнёв                                    | эпический боевик, фильм о приключениях в пустыне, эпический фильм, научно-фантастическая киноэпопея, фантастический фильм о космосе, боевик, приключение, драма, научная фантастика                                 |
| 59    | Индиана Джонс: В поисках утраченного ковчега                   | 1981 | США                                    | Стивен Спилберг                                 | приключенческая киноэпопея, фильм о приключениях в пустыне, фильм о путешествиях, фильм про поиск, боевик, приключение                                                                                              |
| 60    | Мстители: Война бесконечности                                  | 2018 | США                                    | Братья Руссо                                    | фантастический фильм о космосе, супергеройский фильм, боевик, приключение, научная фантастика |
| 61    | Жизнь других                                                   | 2006 | Германия                               | Флориан Хенкель фон Доннерсмарк                 | политический триллер, психологическая драма, шпионский фильм, драма, фильм-тайна, триллер |
| 62    | Бульвар Сансет                                                 | 1950 | США                                    | Билли Уайлдер                                   | нуар, психологическая драма, фильм про шоу-бизнес, фильм-трагедия, драма |
| 63    | Человек-паук: Через вселенные                                  | 2018 | США                                    | Боб Персичетти                                  | компьютерная анимация, супергеройский фильм, мистический фильм, подростковый приключенческий фильм, фильм о городском приключении, боевик, приключение, мультфильм, кинокомедия, семейный фильм                     |
| 64    | Свидетель обвинения                                            | 1957 | США                                    | Билли Уайлдер                                   | юридическая драма, юридический триллер, фильм про расследование, детектив, драма, фильм-тайна, триллер |
| 65    | Тропы славы                                                    | 1957 | США                                    | Стэнли Кубрик                                   | эпический фильм, киноэпопея о войне, драма, военный фильм |
| 66    | Сияние                                                         | 1980 | США Великобритания                     | Стэнли Кубрик                                   | психологическая драма, психологический хоррор, фильм ужасов о сверхъестественном, драма, хоррор |
| 67    | Великий диктатор                                               | 1940 | США                                    | Чарли Чаплин                                    | кинопародия, сатирический фильм, буффонада, кинокомедия, драма, военный фильм |
| 68    | 12-я неудача                                                   | 2023 | Индия                                  | Видху Винод Чопра                               | докудрама, байопик, драма |
| 69    | Бесславные ублюдки                                             | 2009 | США Германия                           | Квентин Тарантино                               | чёрная комедия, историческая драма, приключение, драма, военный фильм |
| 70    | Чужие                                                          | 1986 | США Великобритания                     | Джеймс Кэмерон                                  | фильм о вторжении пришельцев, киберпанк, фантастический фильм о космосе, боевик, приключение, научная фантастика, триллер                                                                                           |
| 71    | Тёмный рыцарь: Возрождение легенды                             | 2012 | США Великобритания                     | Кристофер Нолан                                 | эпический боевик, эпический фильм, супергеройский фильм, боевик, драма, триллер |
| 72    | Тайна Коко                                                     | 2017 | США                                    | Ли Анкрич, Эдриан Молина                        | компьютерная анимация, мистический фильм, приключение, мультфильм, драма, семейный фильм, фэнтезийный фильм, музыкальный фильм, фильм-тайна                                                                         |
| 73    | Амадей                                                         | 1984 | США                                    | Милош Форман                                    | костюмированная драма, эпический фильм, историческая драма, фильм-трагедия, байопик, драма, музыкальный фильм |
| 74    | Мстители: Финал                                                | 2019 | США                                    | Братья Руссо                                    | фантастический фильм о космосе, супергеройский фильм, фильм о путешествиях во времени, фильм-трагедия, боевик, приключение, драма, научная фантастика                                                               |
| 75    | История игрушек                                                | 1995 | США                                    | Джон Лассетер                                   | приятельская комедия, компьютерная анимация, мистический фильм, фильм о городском приключении, приключение, мультфильм, кинокомедия, семейный фильм, фэнтезийный фильм                                              |
| 76    | Умница Уилл Хантинг                                            | 1997 | США                                    | Гас Ван Сент                                    | фильм про взросление, психологическая драма, драма, романтический фильм |
| 77    | Доктор Стрейнджлав, или Как я перестал бояться и полюбил бомбу | 1964 | США Великобритания                     | Стэнли Кубрик                                   | чёрная комедия, фарс, политическая драма, сатирический фильм, кинокомедия, военный фильм |
| 78    | Олдбой                                                         | 2003 | Республика Корея Япония                | Пак Чхан Ук                                     | чёрная комедия, фильм о воине-одиночке, психологический триллер, боевик, драма, фильм-тайна, триллер |
| 79    | Рай и ад                                                       | 1963 | Япония                                 | Акира Куросава                                  | полицейский процедурал, детектив, драма, фильм-тайна, триллер |
| 80    | Подводная лодка                                                | 1981 | ФРГ                                    | Вольфганг Петерсен                              | киноэпопея о войне, драма, военный фильм |
| 81    | Храброе сердце                                                 | 1995 | США                                    | Мел Гибсон                                      | костюмированная драма, эпический фильм, историческая драма, киноэпопея о войне, байопик, драма, военный фильм |
| 82    | Красота по-американски                                         | 1999 | США                                    | Сэм Мендес                                      | психологическая драма, фильм-трагедия, драма |
| 83    | Твоё имя                                                       | 2016 | Япония                                 | Макото Синкай                                   | аниме, сёдзё, мультфильм, драма, фэнтезийный фильм, романтический фильм |
| 84    | Принцесса Мононоке                                             | 1997 | Япония                                 | Хаяо Миядзаки                                   | эпический боевик, взрослая анимация, приключенческая киноэпопея, аниме, тёмное фэнтези, фэнтезийная киноэпопея, рисованная анимация, фильм про поиск, приключение, мультфильм                                       |
| 85    | 3 идиота                                                       | 2009 | Индия                                  | Раджкумар Хирани                                | фильм про взросление, кинокомедия, драма |
| 86    | Джокер                                                         | 2019 | США                                    | Тодд Филлипс                                    | психологическая драма, психологический триллер, фильм-трагедия, детектив, драма, триллер |
| 87    | Капернаум                                                      | 2018 | Ливан Франция США                      | Надин Лабаки                                    | драма |
| 88    | Однажды в Америке                                              | 1984 | США Италия                             | Серджо Леоне                                    | чёрная комедия, эпический фильм, гангстерский фильм, историческая драма, детектив, драма |
| 89    | Поющие под дождём                                              | 1952 | США                                    | Стэнли Донен, Джин Келли                        | классический мюзикл, оптимистичный романтический фильм, мюзикл с хитами, романтическая комедия, кинокомедия, мюзикл, романтический фильм                                                                            |
| 90    | Иди и смотри                                                   | 1985 | СССР                                   | Элем Климов                                     | эпический фильм, историческая драма, фильм-трагедия, киноэпопея о войне, драма, триллер, военный фильм |
| 91    | Реквием по мечте                                               | 2000 | США                                    | Даррен Аронофски                                | психологическая драма, фильм-трагедия, драма |
| 92    | Звёздные войны. Эпизод VI: Возвращение джедая                  | 1983 | США                                    | Ричард Маркуанд                                 | эпический боевик, приключенческая киноэпопея, фэнтезийная киноэпопея, фильм про поиск, научно-фантастическая киноэпопея, фантастический фильм о космосе, «меч и колдовство», боевик, приключение, фэнтезийный фильм |
| 93    | История игрушек: Большой побег                                 | 2010 | США                                    | Ли Анкрич                                       | компьютерная анимация, мистический фильм, фильм о городском приключении, приключение, мультфильм, кинокомедия, семейный фильм, фэнтезийный фильм                                                                    |
| 94    | Охота                                                          | 2012 | Дания Швеция                           | Томас Винтерберг                                | психологическая драма, фильм-трагедия, драма |
| 95    | Жить                                                           | 1952 | Япония                                 | Акира Куросава                                  | психологическая драма, фильм-трагедия, драма |
| 96    | Вечное сияние чистого разума                                   | 2004 | США                                    | Мишель Гондри                                   | чёрная мелодрама, психологическая драма, драма, романтический фильм, научная фантастика |
| 97    | Пожары                                                         | 2010 | Канада Франция                         | Дени Вильнёв                                    | мистический триллер, драма, фильм-тайна, военный фильм |
| 98    | Квартира                                                       | 1960 | США                                    | Билли Уайлдер                                   | фарс, комедия о празднике, романтический фильм о празднике, романтическая комедия, кинокомедия, драма, фильм о празднике, романтический фильм                                                                       |
| 99    | Космическая одиссея 2001 года                                  | 1968 | США Великобритания                     | Стэнли Кубрик                                   | приключенческая киноэпопея, фильм об искусственном интеллекте, научно-фантастическая киноэпопея, фантастический фильм о космосе, приключение, научная фантастика                                                    |
| 100   | Лоуренс Аравийский                                             | 1962 | Великобритания США                     | Дэвид Лин                                       | приключенческая киноэпопея, фильм о приключениях в пустыне, киноэпопея о войне, приключение, байопик, драма, военный фильм                                                                                          |
| 101   | Бешеные псы                                                    | 1992 | США                                    | Квентин Тарантино                               | гангстерский фильм, фильм-ограбление, детектив, триллер |
| 102   | Лицо со шрамом                                                 | 1983 | США                                    | Брайан де Пальма                                | фильм о наркопреступлении, эпический фильм, гангстерский фильм, фильм-трагедия, детектив, драма |
| 103   | Схватка                                                        | 1995 | США                                    | Майкл Манн                                      | полицейская драма, эпический фильм, гангстерский фильм, фильм-ограбление, боевик, детектив, драма |
| 104   | Двойная страховка                                              | 1944 | США                                    | Билли Уайлдер                                   | нуар, крутой детектив, детектив, драма, фильм-тайна, триллер |
| 105   | К северу через северо-запад                                    | 1959 | США                                    | Альфред Хичкок                                  | шпионский фильм, боевик, приключение, фильм-тайна, триллер |
| 106   | Вверх                                                          | 2009 | США                                    | Пит Доктер                                      | фильм про взросление, компьютерная анимация, фильм о путешествиях, приключение, мультфильм, кинокомедия, драма, семейный фильм                                                                                      |
| 107   | М                                                              | 1931 | Германия                               | Фриц Ланг                                       | психологический триллер, фильм о серийном убийце, мистический триллер, детектив, фильм-тайна, триллер |
| 108   | Гражданин Кейн                                                 | 1941 | США                                    | Орсон Уэллс                                     | эпический фильм, фильм-трагедия, драма, фильм-тайна |
| 109   | Цельнометаллическая оболочка                                   | 1987 | США Великобритания                     | Стэнли Кубрик                                   | историческая драма, драма, военный фильм |
| 110   | Головокружение                                                 | 1958 | США                                    | Альфред Хичкок                                  | психологический триллер, мистический триллер, фильм-тайна, романтический фильм, триллер |
| 111   | Амели                                                          | 2001 | Франция Германия                       | Жан-Пьер Жене                                   | оптимистичный романтический фильм, причудливая комедия, романтическая комедия, кинокомедия, романтический фильм |
| 112   | Звёздочки на земле                                             | 2007 | Индия                                  | Аамир Хан                                       | драма, семейный фильм |
| 113   | Развод Надера и Симин                                          | 2011 | Иран                                   | Асгар Фархади                                   | юридическая драма, психологическая драма, драма |
| 114   | Убить пересмешника                                             | 1962 | США                                    | Роберт Маллиган                                 | юридическая драма, историческая драма, детектив, драма |
| 115   | Крепкий орешек                                                 | 1988 | США                                    | Джон Мактирнан                                  | фильм о воине-одиночке, боевик, фильм о празднике, триллер |
| 116   | Индиана Джонс и последний крестовый поход                      | 1989 | США                                    | Стивен Спилберг                                 | приключенческая киноэпопея, фильм о приключениях в пустыне, фильм о путешествиях, фильм про поиск, боевик, приключение                                                                                              |
| 117   | Афера                                                          | 1973 | США                                    | Джордж Рой Хилл                                 | капер-фильм, кинокомедия, детектив, драма |
| 118   | Заводной апельсин                                              | 1971 | Великобритания США                     | Стэнли Кубрик                                   | чёрная комедия, антиутопия, детектив, научная фантастика |
| 119   | Метрополис                                                     | 1927 | Германия                               | Фриц Ланг                                       | антиутопия, эпический фильм, научно-фантастическая киноэпопея, стимпанк, драма, научная фантастика |
| 120   | Оппенгеймер                                                    | 2023 | США Великобритания                     | Кристофер Нолан                                 | докудрама, эпический фильм, историческая киноэпопея, историческая драма, психологическая драма, байопик, драма, исторический фильм                                                                                  |
| 121   | Возмутительный класс не прошёл экзамен                         | 1975 | Турция                                 | Эртем Эгилмез                                   | сатирический фильм, кинокомедия |
| 122   | Большой куш                                                    | 2000 | Великобритания США                     | Гай Ричи                                        | капер-фильм, чёрная комедия, гангстерский фильм, кинокомедия, детектив |
| 123   | 1917                                                           | 2019 | Великобритания США                     | Сэм Мендес                                      | эпический фильм, историческая драма, киноэпопея о войне, боевик, драма, военный фильм |
| 124   | Секреты Лос-Анджелеса                                          | 1997 | США                                    | Кёртис Хэнсон                                   | фильм о теории заговора, полицейская драма, крутой детектив, историческая драма, полицейский процедурал, мистический триллер, фильм про расследование, детектив, драма, фильм-тайна                                 |
| 125   | Похитители велосипедов                                         | 1948 | Италия                                 | Витторио де Сика                                | фильм-трагедия, драма |
| 126   | Бункер                                                         | 2004 | Германия Италия Австрия Великобритания | Оливер Хиршбигель                               | докудрама, политическая драма, фильм-трагедия, байопик, драма, исторический фильм, военный фильм |
| 127   | Дангал                                                         | 2016 | Индия                                  | Нитеш Тивари                                    | боевик, байопик, драма, фильм о спорте |
| 128   | Волк с Уолл-стрит                                              | 2013 | США                                    | Мартин Скорсезе                                 | чёрная комедия, докудрама, эпический фильм, сатирический фильм, тру-крайм, байопик, кинокомедия, детектив, драма, финансовая драма                                                                                  |
| 129   | Гамильтон                                                      | 2020 | США                                    | Томас Кейл                                      | эпический фильм, байопик, драма, исторический фильм, мюзикл |
| 130   | Зелёная книга                                                  | 2018 | США Китай                              | Питер Фаррелли                                  | докудрама, историческая драма, фильм о дорожном приключении, байопик, кинокомедия, драма, музыкальный фильм |
| 131   | Таксист                                                        | 1976 | США                                    | Мартин Скорсезе                                 | психологическая драма, детектив, драма |
| 132   | Шоу Трумана                                                    | 1998 | США                                    | Питер Уир                                       | чёрная комедия, остросюжетная комедия, психологическая драма, сатирический фильм, фильм про шоу-бизнес, кинокомедия, драма                                                                                          |
| 133   | Бэтмен: Начало                                                 | 2005 | США Великобритания                     | Кристофер Нолан                                 | эпический боевик, эпический фильм, супергеройский фильм, фильм-трагедия, боевик, драма |
| 134   | На несколько долларов больше                                   | 1965 | Италия Испания ФРГ                     | Серджо Леоне                                    | фильм о воине-одиночке, спагетти-вестерн, драма, вестерн |
| 135   | Нюрнбергский процесс                                           | 1961 | США                                    | Стэнли Крамер                                   | юридическая драма, драма, военный фильм |
| 136   | В джазе только девушки                                         | 1959 | США                                    | Билли Уайлдер                                   | приятельская комедия, фарс, эксцентрическая комедия, кинокомедия, музыкальный фильм, романтический фильм |
| 137   | Остров проклятых                                               | 2010 | США                                    | Мартин Скорсезе                                 | психологический триллер, мистический триллер, драма, фильм-тайна, триллер |
| 138   | Малыш                                                          | 1921 | США                                    | Чарли Чаплин                                    | приятельская комедия, буффонада, кинокомедия, драма, семейный фильм |
| 139   | Отец                                                           | 2020 | Великобритания Франция                 | Фориан Зеллер                                   | психологическая драма, драма, фильм-тайна |
| 140   | Парк юрского периода                                           | 1993 | США                                    | Стивен Спилберг                                 | фильм о динозаврах, фильм о приключениях в джунглях, боевик, приключение, научная фантастика, триллер |
| 141   | Всё о Еве                                                      | 1950 | США                                    | Джозеф Лео Манкевич                             | фильм про шоу-бизнес, драма |
| 142   | Нефть                                                          | 2007 | США                                    | Пол Томас Андерсон                              | эпический фильм, историческая драма, психологическая драма, фильм-трагедия, драма |
| 143   | Шестое чувство                                                 | 1999 | США                                    | М. Найт Шьямалан                                | психологическая драма, психологический триллер, мистический триллер, драма, фильм-тайна, триллер |
| 144   | Ран                                                            | 1985 | Япония Франция                         | Акира Куросава                                  | фильм о самураях, фильм-трагедия, киноэпопея о войне, боевик, драма, военный фильм |
| 145   | Казино                                                         | 1995 | США Франция                            | Мартин Скорсезе                                 | докудрама, эпический фильм, гангстерский фильм, тру-крайм, детектив, драма |
| 146   | Топ Ган: Мэверик                                               | 2022 | США                                    | Джозеф Косински                                 | эпический боевик, эпический фильм, боевик, драма |
| 147   | Старикам тут не место                                          | 2007 | США                                    | Братья Коэн                                     | современный вестерн, фильм о серийном убийце, детектив, драма, триллер |
| 148   | Нечто                                                          | 1982 | США                                    | Джон Карпентер                                  | фильм о вторжении пришельцев, боди-хоррор, фильм о монстрах, фильм ужасов о сверхъестественном, фильм-трагедия, хоррор, фильм-тайна, научная фантастика                                                             |
| 149   | Непрощённый                                                    | 1992 | США                                    | Клинт Иствуд                                    | историческая драма, фильм-трагедия, драма, вестерн |
| 150   | Лабиринт фавна                                                 | 2006 | Испания Мексика                        | Гильермо дель Торо                              | фильм про взросление, тёмное фэнтези, фильм-сказка, историческая драма, мистический фильм, подростковый фильм-фэнтези, фильм-трагедия, драма, фэнтезийный фильм, военный фильм                                      |
| 151   | Убить Билла. Фильм 1                                           | 2003 | США                                    | Квентин Тарантино                               | фильм о боевых искусствах, фильм о воине-одиночке, боевик, детектив, триллер |
| 152   | Игры разума                                                    | 2001 | США                                    | Рон Ховард                                      | докудрама, историческая драма, психологическая драма, байопик, драма, фильм-тайна |
| 153   | Пленницы                                                       | 2013 | США                                    | Дени Вильнёв                                    | психологический триллер, мистический триллер, детектив, драма, фильм-тайна, триллер |
| 154   | Сокровища Сьерра-Мадре                                         | 1948 | США                                    | Джон Хьюстон                                    | фильм-трагедия, приключение, драма, вестерн |
| 155   | Лучшие годы молодости                                          | 2003 | Италия                                 | Марко Туллио Джордана                           | эпический фильм, драма, романтический фильм |
| 156   | Телохранитель                                                  | 1961 | Япония                                 | Акира Куросава                                  | фильм о воине-одиночке, историческая драма, фильм о самураях, боевик, драма, триллер |
| 157   | В поисках Немо                                                 | 2003 | США                                    | Эндрю Стэнтон                                   | фильм о приключениях животных, приятельская комедия, компьютерная анимация, фильм про поиск, фильм о морском приключении, приключение, мультфильм, кинокомедия, семейный фильм                                      |
| 158   | Ходячий замок                                                  | 2004 | Япония                                 | Хаяо Миядзаки                                   | приключенческая киноэпопея, аниме, рисованная анимация, мистический фильм, приключение, мультфильм, семейный фильм, фэнтезийный фильм                                                                               |
| 159   | Большой побег                                                  | 1963 | США                                    | Джон Стёрджес                                   | историческая драма, тюремная драма, киноэпопея о войне, приключение, драма, триллер, военный фильм |
| 160   | Монти Пайтон и Священный Грааль                                | 1975 | Великобритания                         | Терри Гиллиам, Терри Джонс                      | кинопародия, фильм про поиск, скетч-комедия, буффонада, «меч и колдовство», приключение, кинокомедия, фэнтезийный фильм                                                                                             |
| 161   | Человек-слон                                                   | 1980 | США Великобритания                     | Дэвид Линч                                      | докудрама, историческая драма, фильм-трагедия, байопик, драма |
| 162   | В случае убийства набирайте «М»                                | 1954 | США                                    | Альфред Хичкок                                  | детектив, триллер |
| 163   | Клаус                                                          | 2019 | Испания США                            | Серхио Паблос, Карлос Мартинес Лопес            | рисованная анимация, мультфильм о празднике, комедия о празднике, семейный фильм о празднике, приключение, мультфильм, кинокомедия, семейный фильм, фэнтезийный фильм, фильм о празднике                            |
| 164   | Унесённые ветром                                               | 1939 | США                                    | Виктор Флеминг                                  | костюмированная драма, эпический фильм, историческая драма, романтическая киноэпопея, романтическая драма, киноэпопея о войне, драма, романтический фильм, военный фильм                                            |
| 165   | Тайна в его глазах                                             | 2009 | Аргентина Испания                      | Хуан Хосе Кампанелья                            | чёрная мелодрама, эротический триллер, юридический триллер, историческая драма, психологическая драма, психологический триллер, мистический триллер, фильм-трагедия, фильм про расследование, драма                 |
| 166   | Китайский квартал                                              | 1974 | США                                    | Роман Полански                                  | фильм о теории заговора, крутой детектив, психологическая драма, психологический триллер, фильм-трагедия, драма, фильм-тайна, триллер                                                                               |
| 167   | Карты, деньги, два ствола                                      | 1998 | Великобритания США                     | Гай Ричи                                        | фарс, кинокомедия, детектив |
| 168   | Расёмон                                                        | 1950 | Япония                                 | Акира Куросава                                  | историческая драма, детектив, драма, фильм-тайна |
| 169   | V — значит вендетта                                            | 2006 | США Великобритания Германия            | Джеймс Мактиг                                   | антиутопия, политический триллер, супергеройский фильм, боевик, драма, научная фантастика, триллер |
| 170   | Головоломка                                                    | 2015 | США                                    | Пит Доктер                                      | фильм про взросление, компьютерная анимация, приключение, мультфильм, кинокомедия, драма, семейный фильм, фэнтезийный фильм                                                                                         |
| 171   | Три билборда на границе Эббинга, Миссури                       | 2017 | США Великобритания                     | Мартин Макдонах                                 | чёрная комедия, сатирический фильм, кинокомедия, детектив, драма |
| 172   | Поймай меня, если сможешь                                      | 2002 | США                                    | Стивен Спилберг                                 | капер-фильм, фильм про взросление, докудрама, историческая драма, тру-крайм, байопик, детектив, драма |
| 173   | На игле                                                        | 1996 | Великобритания                         | Дэнни Бойл                                      | чёрная комедия, психологическая драма, драма |
| 174   | Мост через реку Квай                                           | 1957 | Великобритания США                     | Дэвид Лин                                       | фильм о приключениях в джунглях, киноэпопея о войне, приключение, драма, военный фильм |
| 175   | Бешеный бык                                                    | 1980 | США                                    | Мартин Скорсезе                                 | фильм про бокс, докудрама, байопик, драма, фильм о спорте |
| 176   | Дикий робот                                                    | 2024 | США                                    | Крис Сандерс                                    | компьютерная анимация, фильм-выживание, мультфильм, научная фантастика |
| 177   | Гарри Поттер и Дары Смерти. Часть 2                            | 2011 | Великобритания США                     | Дэвид Йейтс                                     | тёмное фэнтези, подростковый приключенческий фильм, подростковый фильм-фэнтези, приключение, семейный фильм, фэнтезийный фильм, фильм-тайна                                                                         |
| 178   | Фарго                                                          | 1996 | США Великобритания                     | Братья Коэн                                     | полицейская драма, чёрная комедия, полицейский процедурал, фильм-трагедия, детектив, драма, триллер |
| 179   | Воин                                                           | 2011 | США                                    | Гэвин О’Коннор                                  | фильм про бокс, боевик, драма, фильм о спорте |
| 180   | Гран Торино                                                    | 2008 | США Германия Австралия                 | Клинт Иствуд                                    | драма |
| 181   | Малышка на миллион                                             | 2004 | США                                    | Клинт Иствуд                                    | фильм про бокс, фильм-трагедия, драма, фильм о спорте |
| 182   | Бен-Гур                                                        | 1959 | США                                    | Уильям Уайлер                                   | приключенческая киноэпопея, эпический фильм, историческая драма, пеплум, приключение, драма |
| 183   | Безумный Макс: Дорога ярости                                   | 2015 | Австралия США                          | Джордж Миллер                                   | эпический боевик, приключенческая киноэпопея, автомобильный боевик, фильм о приключениях в пустыне, антиутопия, фильм про поиск, фильм о дорожном приключении, боевик, приключение, научная фантастика              |
| 184   | Мой сосед Тоторо                                               | 1988 | Япония                                 | Хаяо Миядзаки                                   | аниме, рисованная анимация, иясикэй, мультфильм, кинокомедия, семейный фильм, фэнтезийный фильм |
| 185   | Общество мёртвых поэтов                                        | 1989 | США                                    | Питер Уир                                       | фильм про взросление, подростковая драма, кинокомедия, драма |
| 186   | Барри Линдон                                                   | 1975 | Великобритания США                     | Стэнли Кубрик                                   | костюмированная драма, эпический фильм, историческая драма, приключение, драма, военный фильм |
| 187   | Дети небес                                                     | 1997 | Иран                                   | Маджид Маджиди                                  | драма, семейный фильм, фильм о спорте |
| 188   | По соображениям совести                                        | 2016 | США Австралия                          | Мел Гибсон                                      | докудрама, эпический фильм, историческая драма, киноэпопея о войне, байопик, драма, исторический фильм, военный фильм                                                                                               |
| 189   | Отель «Гранд Будапешт»                                         | 2014 | США Германия                           | Уэс Андерсон                                    | капер-фильм, причудливая комедия, приключение, кинокомедия, детектив |
| 190   | Человек-паук: Нет пути домой                                   | 2021 | США                                    | Джон Уоттс                                      | супергеройский фильм, мистический фильм, фильм о городском приключении, боевик, приключение, фэнтезийный фильм, научная фантастика                                                                                  |
| 191   | 12 лет рабства                                                 | 2013 | США Великобритания Люксембург          | Стив Маккуин                                    | костюмированная драма, докудрама, эпический фильм, историческая драма, фильм-трагедия, байопик, драма, исторический фильм                                                                                           |
| 192   | Перед рассветом                                                | 1995 | США Австрия                            | Ричард Линклейтер                               | драма, романтический фильм |
| 193   | Бегущий по лезвию                                              | 1982 | США Гонконг                            | Ридли Скотт                                     | фильм об искусственном интеллекте, технотриллер, киберпанк, антиутопия, боевик, драма, научная фантастика, триллер                                                                                                  |
| 194   | Воспоминания об убийстве                                       | 2003 | Республика Корея                       | Пон Чжун Хо                                     | чёрная комедия, K-drama, полицейский процедурал, фильм о серийном убийце, тру-крайм, детектив, драма, фильм-тайна, триллер                                                                                          |
| 195   | Исчезнувшая                                                    | 2014 | США                                    | Дэвид Финчер                                    | эротический триллер, психологическая драма, психологический триллер, мистический триллер, фильм-трагедия, драма, фильм-тайна, триллер                                                                               |
| 196   | Рататуй                                                        | 2007 | США                                    | Брэд Бёрд                                       | фильм о приключениях животных, компьютерная анимация, приключение, мультфильм, кинокомедия, семейный фильм, фэнтезийный фильм                                                                                       |
| 197   | Как приручить дракона                                          | 2010 | США                                    | Крис Сандерс, Дин Деблуа                        | компьютерная анимация, «меч и колдовство», подростковый фильм-фэнтези, боевик, приключение, мультфильм, семейный фильм, фэнтезийный фильм                                                                           |
| 198   | Корпорация монстров                                            | 2001 | США                                    | Пит Доктер, Дэвид Сильверман                    | приятельская комедия, компьютерная анимация, мистический фильм, фильм о городском приключении, приключение, мультфильм, кинокомедия, семейный фильм, фэнтезийный фильм                                              |
| 199   | Во имя отца                                                    | 1993 | Великобритания Ирландия США            | Джим Шеридан                                    | докудрама, юридическая драма, историческая драма, тюремная драма, фильм-трагедия, тру-крайм, байопик, детектив, драма                                                                                               |
| 200   | Челюсти                                                        | 1975 | США                                    | Стивен Спилберг                                 | фильм о морском приключении, фильм-выживание, приключение, драма, триллер |
| 201   | Дикие истории                                                  | 2014 | Аргентина Испания                      | Дамиан Сифрон                                   | чёрная комедия, кинокомедия, драма, триллер |
| 202   | Золотая лихорадка                                              | 1925 | США                                    | Чарли Чаплин                                    | фарс, оптимистичный романтический фильм, романтическая комедия, буффонада, приключение, кинокомедия, драма, романтический фильм, вестерн                                                                            |
| 203   | Ford против Ferrari                                            | 2019 | США                                    | Джеймс Мэнголд                                  | докудрама, фильм о мотоспорте, историческая драма, боевик, байопик, драма, фильм о спорте |
| 204   | Шерлок-младший                                                 | 1924 | США                                    | Бастер Китон                                    | фильм о частном детективе, фарс, оптимистичный романтический фильм, буффонада, боевик, кинокомедия, романтический фильм                                                                                             |
| 205   | Мэри и Макс                                                    | 2009 | Австралия                              | Адам Эллиот                                     | взрослая анимация, фильм про взросление, чёрная комедия, покадровая анимация, мультфильм, кинокомедия, драма |
| 206   | Плата за страх                                                 | 1953 | Франция Италия                         | Анри-Жорж Клузо                                 | психологическая драма, фильм-выживание, приключение, драма, триллер |
| 207   | Охотник на оленей                                              | 1978 | США Великобритания                     | Майкл Чимино                                    | эпический фильм, киноэпопея о войне, драма, военный фильм |
| 208   | Генерал                                                        | 1926 | США                                    | Клайд Брукман, Бастер Китон                     | фарс, буффонада, боевик, приключение, кинокомедия, драма, военный фильм |
| 209   | Мистер Смит едет в Вашингтон                                   | 1939 | США                                    | Фрэнк Капра                                     | политическая драма, кинокомедия, драма |
| 210   | В порту                                                        | 1954 | США                                    | Элиа Казан                                      | детектив, драма, триллер |
| 211   | Логан                                                          | 2017 | США                                    | Джеймс Мэнголд                                  | антиутопия, фильм о дорожном приключении, супергеройский фильм, боевик, драма, научная фантастика, триллер |
| 212   | Рокки                                                          | 1976 | США                                    | Джон Эвилдсен                                   | фильм про бокс, драма, фильм о спорте |
| 213   | Земляничная поляна                                             | 1957 | Швеция                                 | Ингмар Бергман                                  | психологическая драма, драма, романтический фильм |
| 214   | Токийская повесть                                              | 1953 | Япония                                 | Ясудзиро Одзу                                   | психологическая драма, драма |
| 215   | Третий человек                                                 | 1949 | Великобритания США                     | Кэрол Рид                                       | нуар, крутой детектив, фильм про расследование, фильм-тайна, триллер |
| 216   | В центре внимания                                              | 2015 | США                                    | Томас Маккарти                                  | докудрама, юридическая драма, историческая драма, тру-крайм, драма на рабочем месте, байопик, детектив, драма |
| 217   | Махарадж                                                       | 2024 | Индия                                  | Нитилан Сваминатан                              | боевик, детектив, драма, триллер |
| 218   | Пираты Карибского моря: Проклятие Чёрной жемчужины             | 2003 | США                                    | Гор Вербински                                   | фильм о морском приключении, мистический фильм, фильм плаща и шпаги, пеплум, боевик, приключение, фэнтезийный фильм                                                                                                 |
| 219   | Терминатор                                                     | 1984 | США                                    | Джеймс Кэмерон                                  | фильм об искусственном интеллекте, киберпанк, антиутопия, фильм о путешествиях во времени, фильм о городском приключении, боевик, приключение, научная фантастика                                                   |
| 220   | Большой Лебовски                                               | 1998 | США Великобритания                     | Братья Коэн                                     | приятельская комедия, фильм о наркопреступлении, сатирический фильм, кинокомедия-стоунер, кинокомедия, детектив |
| 221   | Ненависть                                                      | 1995 | Франция                                | Матьё Кассовиц                                  | гангстерский фильм, психологическая драма, детектив, драма |
| 222   | Седьмая печать                                                 | 1957 | Швеция                                 | Ингмар Бергман                                  | психологическая драма, драма, фэнтезийный фильм |
| 223   | Комната                                                        | 2015 | Канада Ирландия Великобритания США     | Ленни Абрахамсон                                | психологическая драма, драма, триллер |
| 224   | Да прольётся свет                                              | 2021 | Индия                                  | Т. Дж. Гнанавел                                 | юридическая драма, детектив, драма |
| 225   | Отель Руанда                                                   | 2004 | США Великобритания Италия ЮАР          | Терри Джордж                                    | докудрама, байопик, драма, исторический фильм, военный фильм |
| 226   | Взвод                                                          | 1986 | США                                    | Оливер Стоун                                    | драма, военный фильм |
| 227   | Лучшие годы нашей жизни                                        | 1946 | США                                    | Уильям Уайлер                                   | эпический фильм, оптимистичный романтический фильм, драма, романтический фильм, военный фильм |
| 228   | Перед закатом                                                  | 2004 | США Франция                            | Ричард Линклейтер                               | драма, романтический фильм |
| 229   | Звуки музыки                                                   | 1965 | США                                    | Роберт Эрл Уайз                                 | классический мюзикл, байопик, драма, семейный фильм, мюзикл, романтический фильм |
| 230   | Изгоняющий дьявола                                             | 1973 | США                                    | Уильям Фридкин                                  | боди-хоррор, фильм ужасов о сверхъестественном, хоррор |
| 231   | Суперсемейка                                                   | 2004 | США                                    | Брэд Бёрд                                       | компьютерная анимация, супергеройский фильм, фильм о городском приключении, боевик, приключение, мультфильм, семейный фильм                                                                                         |
| 232   | Хатико: Самый верный друг                                      | 2009 | США Великобритания                     | Лассе Халльстрём                                | фильм о приключениях животных, байопик, драма, семейный фильм |
| 233   | Гонка                                                          | 2013 | Великобритания Германия США            | Рон Ховард                                      | докудрама, фильм о мотоспорте, историческая драма, байопик, драма, фильм о спорте |
| 234   | Волшебник страны Оз                                            | 1939 | США                                    | Виктор Флеминг                                  | приключенческая киноэпопея, классический мюзикл, фильм-сказка, фэнтезийная киноэпопея, фильм про поиск, приключение, семейный фильм, фэнтезийный фильм, мюзикл                                                      |
| 235   | Страсти Жанны д’Арк                                            | 1928 | Франция                                | Карл Теодор Дрейер                              | юридическая драма, историческая драма, психологическая драма, фильм-трагедия, байопик, драма, исторический фильм |
| 236   | Останься со мной                                               | 1986 | США                                    | Роб Райнер                                      | фильм про взросление, приключение, кинокомедия, драма |
| 237   | Форма голоса                                                   | 2016 | Япония                                 | Наоко Ямада                                     | аниме, фильм про взросление, психологическая драма, сёнэн, ломтик жизни, мультфильм, драма |
| 238   | Мой отец и мой сын                                             | 2005 | Турция                                 | Чаган Ырмак                                     | драма, семейный фильм |
| 239   | Стальной гигант                                                | 1999 | США                                    | Брэд Бёрд                                       | фильм о вторжении пришельцев, фильм об искусственном интеллекте, рисованная анимация, остросюжетная комедия, фильм о кайдзю, фантастический фильм о космосе, боевик, приключение, мультфильм, кинокомедия           |
| 240   | Телесеть                                                       | 1976 | США                                    | Сидни Люмет                                     | чёрная комедия, драма на рабочем месте, драма |
| 241   | Служанка                                                       | 2016 | Республика Корея                       | Пак Чхан Ук                                     | чёрная мелодрама, эротический триллер, психологический триллер, эротический фильм, драма, романтический фильм, триллер                                                                                              |
| 242   | Битва за Алжир                                                 | 1966 | Италия Алжир                           | Джилло Понтекорво                               | докудрама, политическая драма, драма, военный фильм |
| 243   | Гроздья гнева                                                  | 1940 | США                                    | Джон Форд                                       | драма |
| 244   | Быть или не быть                                               | 1942 | США                                    | Эрнст Любич                                     | эксцентрическая комедия, кинокомедия, романтический фильм, военный фильм |
| 245   | В диких условиях                                               | 2007 | США                                    | Шон Пенн                                        | фильм про взросление, докудрама, фильм о дорожном приключении, фильм-выживание, фильм-трагедия, приключение, байопик, драма                                                                                         |
| 246   | День сурка                                                     | 1993 | США                                    | Гарольд Рэмис                                   | оптимистичный романтический фильм, остросюжетная комедия, комедия о празднике, романтический фильм о празднике, романтическая комедия, кинокомедия, драма, фэнтезийный фильм, романтический фильм                   |
| 247   | Прислуга                                                       | 2011 | США Индия ОАЭ                          | Тейт Тейлор                                     | историческая драма, драма |
| 248   | Банды Вассейпура                                               | 2012 | Индия                                  | Анураг Кашьяп                                   | сатирический фильм, тру-крайм, боевик, кинокомедия, детектив, драма, триллер |
| 249   | Видимость                                                      | 2015 | Индия                                  | Нишикант Камат                                  | детектив, драма, фильм-тайна, триллер |
| 250   | Истребитель демонов: Поезд «Бесконечный»                       | 2020 | Япония                                 | Харуо Сотодзаки                                 | взрослая анимация, аниме, тёмное фэнтези, рисованная анимация, сёнэн, супергеройский фильм, мистический фильм, «меч и колдовство», боевик, приключение, мультфильм                                                  |

## По режиссёрам
Наиболее часто в списке встречаются фильмы следующих режиссёров:
- Кристофер Нолан — 8 фильмов.
- Стэнли Кубрик, Мартин Скорсезе, Стивен Спилберг — 7 фильмов.
- Акира Куросава — 6 фильмов.
- Квентин Тарантино, Билли Уайлдер, Альфред Хичкок, Чарли Чаплин — 5 фильмов.
- Серджо Леоне, Хаяо Миядзаки — 4 фильма.
- Брэд Бёрд, Дени Вильнёв, Питер Джексон, Клинт Иствуд, Фрэнсис Форд Коппола, Братья Коэн, Джеймс Кэмерон, Ридли Скотт, Дэвид Финчер — 3 фильма.

## По странам производства
| Страна                 | Общее количество фильмов | Количество фильмов совместного производства |
| ---------------------- | ------------------------ | ------------------------------------------- |
| США                    | 189                      | 60                                          |
| Великобритания         | 40                       | 38                                          |
| Германия (включая ФРГ) | 19                       | 15                                          |
| Япония                 | 17                       | 2                                           |
| Франция                | 15                       | 12                                          |
| Италия                 | 12                       | 9                                           |
| Индия                  | 9                        | 1                                           |
| Испания                | 6                        | 6                                           |
| Австралия              | 5                        | 4                                           |
| Республика Корея       | 4                        | 1                                           |
| Швеция                 | 3                        | 1                                           |
| Новая Зеландия         | 3                        | 3                                           |
| Иран                   | 2                        | 0                                           |
| Турция                 | 2                        | 0                                           |
| Австрия                | 2                        | 2                                           |
| Аргентина              | 2                        | 2                                           |
| Гонконг                | 2                        | 2                                           |
| Ирландия               | 2                        | 2                                           |
| Канада                 | 2                        | 2                                           |
| СССР                   | 1                        | 0                                           |
| Алжир                  | 1                        | 1                                           |
| Бразилия               | 1                        | 1                                           |
| Дания                  | 1                        | 1                                           |
| Китай                  | 1                        | 1                                           |
| Ливан                  | 1                        | 1                                           |
| Люксембург             | 1                        | 1                                           |
| Мексика                | 1                        | 1                                           |
| ОАЭ                    | 1                        | 1                                           |
| Польша                 | 1                        | 1                                           |
| ЮАР                    | 1                        | 1                                           |

## По основному языку оригинала
В скобках указано количество немых фильмов с оригинальными интертитрами на соответствующем языке, также включённых в общую статистику
| Язык          | Количество | Ссылки       |
| ------------- | ---------- | ------------ |
| английский    | 191 (6)    | [ 5 ] [ 6 ]  |
| японский      | 16         | [ 7 ]        |
| итальянский   | 6          | [ 8 ]        |
| французский   | 6 (1)      | [ 6 ] [ 9 ]  |
| хинди         | 6          | [ 10 ]       |
| немецкий      | 5 (1)      | [ 6 ] [ 11 ] |
| корейский     | 4          | [ 12 ]       |
| испанский     | 3          | [ 13 ]       |
| арабский      | 2          | [ 14 ]       |
| персидский    | 2          | [ 15 ]       |
| тамильский    | 2          | [ 16 ]       |
| турецкий      | 2          | [ 17 ]       |
| шведский      | 2          | [ 18 ]       |
| белорусский   | 1          | [ 19 ]       |
| датский       | 1          | [ 20 ]       |
| португальский | 1          | [ 21 ]       |

## По жанрам
| Жанр                               | Количество |
| ---------------------------------- | ---------- |
| драма                              | 187        |
| приключение                        | 62         |
| триллер                            | 52         |
| детектив                           | 51         |
| боевик                             | 47         |
| кинокомедия                        | 47         |
| историческая драма                 | 45         |
| эпический фильм                    | 45         |
| фильм-трагедия                     | 39         |
| психологическая драма              | 38         |
| фильм-тайна                        | 34         |
| военный фильм                      | 33         |
| фэнтезийный фильм                  | 29         |
| байопик                            | 28         |
| романтический фильм                | 27         |
| семейный фильм                     | 27         |
| мультфильм                         | 26         |
| научная фантастика                 | 25         |
| докудрама                          | 23         |
| приключенческая киноэпопея         | 21         |
| психологический триллер            | 18         |
| чёрная комедия                     | 18         |
| фильм про поиск                    | 17         |
| гангстерский фильм                 | 15         |
| киноэпопея о войне                 | 15         |
| фильм про взросление               | 15         |
| эпический боевик                   | 15         |
| компьютерная анимация              | 14         |
| мистический триллер                | 13         |
| мистический фильм                  | 13         |
| супергеройский фильм               | 12         |
| фантастический фильм о космосе     | 12         |
| антиутопия                         | 10         |
| научно-фантастическая киноэпопея   | 10         |
| юридическая драма                  | 10         |
| «меч и колдовство»                 | 9          |
| рисованная анимация                | 9          |
| фильм о городском приключении      | 9          |
| аниме                              | 8          |
| буффонада                          | 8          |
| исторический фильм                 | 8          |
| сатирический фильм                 | 8          |
| тру-крайм                          | 8          |
| фильм о спорте                     | 8          |
| фэнтезийная киноэпопея             | 8          |
| вестерн                            | 7          |
| фарс                               | 7          |
| фильм о приключениях в пустыне     | 7          |
| фильм об искусственном интеллекте  | 7          |
| киберпанк                          | 6          |
| музыкальный фильм                  | 6          |
| полицейский процедурал             | 6          |
| приятельская комедия               | 6          |
| романтическая комедия              | 6          |
| тёмное фэнтези                     | 6          |
| тюремная драма                     | 6          |
| фильм о воине-одиночке             | 6          |
| капер-фильм                        | 5          |
| костюмированная драма              | 5          |
| крутой детектив                    | 5          |
| мюзикл                             | 5          |
| полицейская драма                  | 5          |
| фильм о серийном убийце            | 5          |
| фильм про расследование            | 5          |
| хоррор                             | 5          |
| взрослая анимация                  | 4          |
| оптимистичный романтический фильм  | 4          |
| остросюжетная комедия              | 4          |
| подростковый приключенческий фильм | 4          |
| политическая драма                 | 4          |
| фильм о дорожном приключении       | 4          |
| фильм о празднике                  | 4          |
| фильм о приключениях животных      | 4          |
| фильм о путешествиях во времени    | 4          |
| фильм про бокс                     | 4          |
| фильм-выживание                    | 4          |
| вестерн-киноэпопея                 | 3          |
| драма на рабочем месте             | 3          |
| классический мюзикл                | 3          |
| комедия о празднике                | 3          |
| нуар                               | 3          |
| пеплум                             | 3          |
| подростковый фильм-фэнтези         | 3          |
| романтический фильм о празднике    | 3          |
| спагетти-вестерн                   | 3          |
| фильм о вторжении пришельцев       | 3          |
| фильм о морском приключении        | 3          |
| фильм о наркопреступлении          | 3          |
| фильм о приключениях в джунглях    | 3          |
| фильм о путешествиях               | 3          |
| фильм про шоу-бизнес               | 3          |
| фильм ужасов о сверхъестественном  | 3          |
| фильм-ограбление                   | 3          |
| фильм-сказка                       | 3          |
| чёрная мелодрама                   | 3          |
| эротический триллер                | 3          |
| боди-хоррор                        | 2          |
| историческая киноэпопея            | 2          |
| кинопародия                        | 2          |
| политический триллер               | 2          |
| причудливая комедия                | 2          |
| психологический хоррор             | 2          |
| романтическая драма                | 2          |
| семейный фильм о празднике         | 2          |
| сёнэн                              | 2          |
| стимпанк                           | 2          |
| фильм о боевых искусствах          | 2          |
| фильм о монстрах                   | 2          |
| фильм о мотоспорте                 | 2          |
| фильм о самураях                   | 2          |
| фильм о теории заговора            | 2          |
| шпионский фильм                    | 2          |
| эксцентрическая комедия            | 2          |
| юридический триллер                | 2          |
| K-drama                            | 2          |
| автомобильный боевик               | 1          |
| ган-фу                             | 1          |
| горное приключение                 | 1          |
| иясикэй                            | 1          |
| кинокомедия-стоунер                | 1          |
| ломтик жизни                       | 1          |
| медицинская драма                  | 1          |
| мультфильм о празднике             | 1          |
| мюзикл с хитами                    | 1          |
| подростковая драма                 | 1          |
| подростковая комедия               | 1          |
| покадровая анимация                | 1          |
| романтическая киноэпопея           | 1          |
| сёдзё                              | 1          |
| скетч-комедия                      | 1          |
| слэшер                             | 1          |
| современный вестерн                | 1          |
| технотриллер                       | 1          |
| фильм о динозаврах                 | 1          |
| фильм о кайдзю                     | 1          |
| фильм о частном детективе          | 1          |
| фильм плаща и шпаги                | 1          |
| финансовая драма                   | 1          |
| эротический фильм                  | 1          |